# Elisabeth Gesche
Elisabeth Gesche (n. Funchal, 17 de janeiro de 1924) é uma enfermeira alemã.
Filha do comerciante Emil Gesche e da sua esposa Dorothea Sattler. À família foi concedida a custódia da representação consular da Alemanha na Madeira por mais de 120 anos. O seu avô, Georg Friedrich Sattler, veio para a ilha em 1860 e em 1876 assumiu o cargo de Cônsul Honorário alemão. Neste cargo, sucedeu-lhe em 1910 o seu genro, Emil Gesche.
Entre 1948 e 1950 Elisabeth Gesche formou-se em Estugarda como enfermeira, trabalhando depois num hospital. Em 1951, voltou para a Madeira e trabalhou numa clínica particular. Em 1967, assumiu do seu pai, na terceira geração, o cargo de Cônsul Honorário, que excerceu até 29 de maio de 1997.

## Condecorações
- Cruz de 1ª Classe da Ordem de Mérito da Alemanha (1984)
- Grã-Cruz da Ordem de Mérito da Alemanha (1997)